# Docalidia zanoli
Docalidia zanoli är en insektsart som beskrevs av Nielson 1986. Docalidia zanoli ingår i släktet Docalidia och familjen dvärgstritar. Inga underarter finns listade i Catalogue of Life.